# Listă de localități din Israel
- Această pagină este o listă de așezări din Israel.

## Districtul Haifa
- Maagan Mihael - kibuț מעגן מיכאל

## Districtul Sud
- Mițpe Ramon מצפה רמון

## Districtul Nord
- Admit - kibuț אדמית
- Migdal, Israel - מגדל
- Neve Ativ - moshav נוה אטיב

## Districtul Ierusalim
Mănastirea trapistă Latrun מנזר לטרון